# Ousmane Camara (football, 2003)
Pour les articles homonymes, voir Ousmane Camara (homonymie) et Camara.
Ousmane Camara, né le 6 mars 2003 à Paris, est un footballeur français qui évolue au poste de défenseur central à Angers SCO.

## Biographie

### En club
Né à Paris, Ousmane Camara est formé au Paris FC à partir de ses neuf ans. C'est avec ce club qu'il joue son premier match en professionnel, le 22 août 2020, lors de la première journée de la saison 2020-2021 de Ligue 2, contre le FC Chambly. Il entre en jeu en fin de partie lors de cette rencontre remportée par son équipe par trois buts à zéro. Il est âgé de 17 ans lorsqu'il signe son premier contrat professionnel le 5 novembre 2020, d'une durée de trois ans.
Sous les ordres de Thierry Laurey, Camara s'impose comme un titulaire en défense centrale durant la saison 2021-2022 et fait partie des révélations du championnat.
Le 16 août 2022, Ousmane Camara rejoint le Angers SCO. Il signe un contrat courant jusqu'en juin 2026. Il joue son premier match pour Angers le 28 août 2022, pour sa première apparition en Ligue 1, contre l'ES Troyes AC. Il est titularisé ce jour-là et son équipe s'incline par trois buts à un.

### En sélection
D'origine malienne, Ousmane Camara représente la France en équipe de jeunes. Avec les moins de 19 ans, il joue son premier match le 2 septembre 2021 contre la Russie. Il est titularisé ce jour-là et son équipe l'emporte par cinq buts à deux. Il marque dès sa deuxième apparition, le 7 septembre suivant contre la Slovénie (2-2 score final).
Il figure dans la sélection française pour la Coupe du monde des moins de 20 ans 2023. Au total Camara joue quatre matchs entre 2022 et 2023 avec cette sélection et porte une fois le brassard de capitaine.